# Fenriskjeften
Der Fenriskjeften (norwegisch für Kiefer des Fenris) ist ein großes, unvereistes und felsiges Bergmassiv im ostantarktischen Königin-Maud-Land. In der Aufsicht ähnelt es einer Haarnadel und bildet den südlichen Teil der Drygalskiberge in der Orvinfjella. Das südliche Ende dieses Massivs wird gebildet durch die Mundlauga.
Luftaufnahmen, die bei der Deutschen Antarktischen Expedition 1938/39 unter der Leitung Alfred Ritschers entstanden, dienten der Kartierung. Norwegische Kartografen kartierten das Massiv erneut anhand von Luftaufnahmen und Vermessungen der Dritten Norwegischen Antarktisexpedition (1956–1960) und gaben ihm seinen deskriptiven Namen nach dem Kiefer eines Wolfes aus der nordischen Mythologie.